# 鲁道夫·冯·罗曼
鲁道夫·冯·罗曼（1893年11月19日 - 1970年2月18日）是一位納粹德国将军（炮兵上将），他在德意志帝國時期是巴伐利亞王國的一位男爵。第一次世界大战爆发后，他在西线作戰，因而獲得铁十字勋章，战后加入自由军团，之後又轉入魏瑪防衛軍。二戰爆發後，罗曼參與波蘭戰役、法國戰役、巴巴羅薩行動並擔任第20軍軍長、第35步兵師師長以及獲頒騎士鐵十字勳章。1945年5月初，罗曼被美軍俘虏，并于1947年6月获释。